# Енисейские казаки

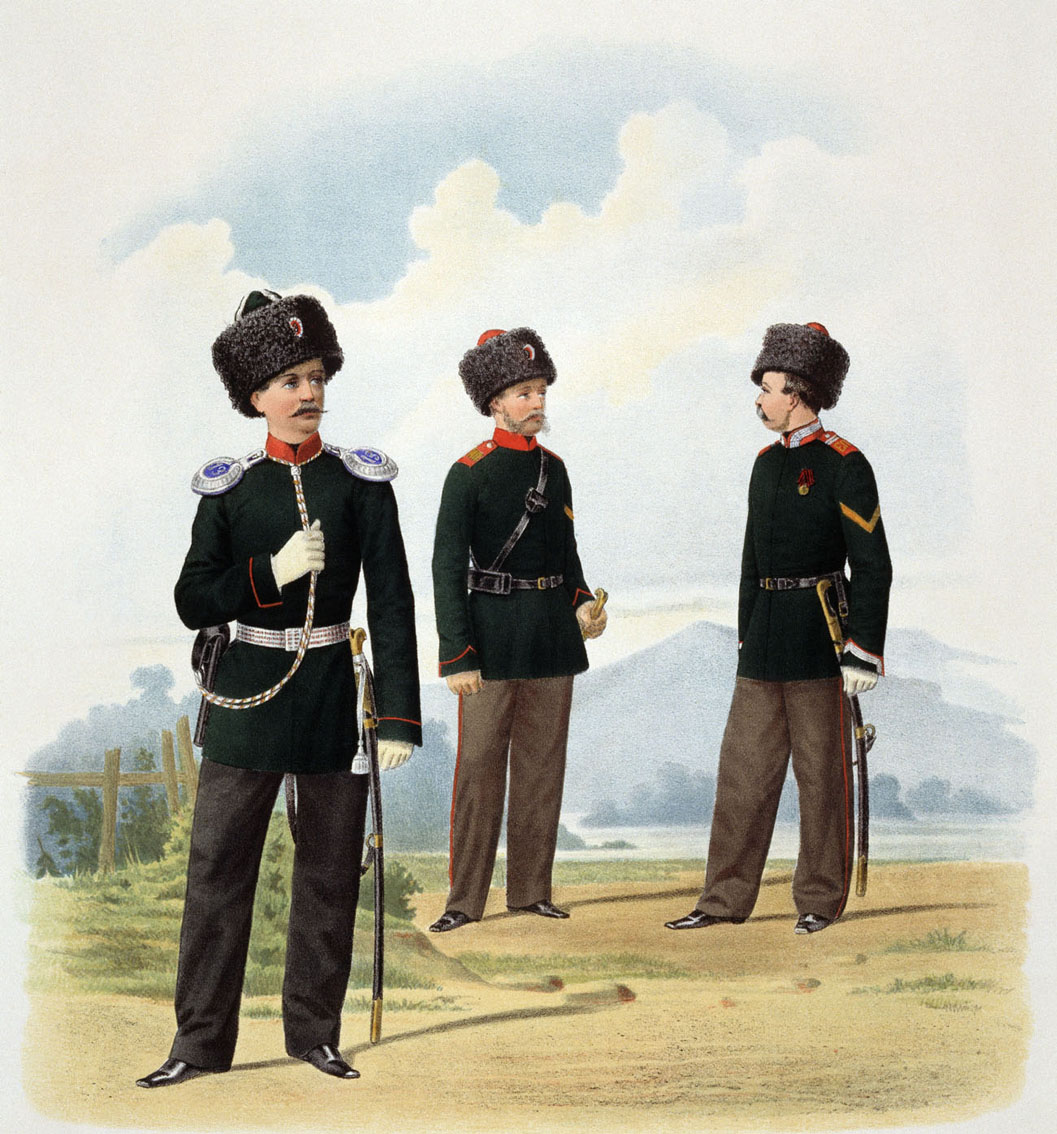
Пиратский К.К. Пешие батальоны Забайкальского Казачьего Войска и Конные: Иркутский и Енисейский Казачьи полки, 1867 г.

Енисейские (красноярские) казаки — являлись частью царской служилой рати — сибирских казаков, образовались так же, как и эти последние, то есть из остатков дружины Ермака и различных выходцев из Московского государства, из части местных инородцев и некоторых категорий пленных.
Своё название они получили от городков или острожков на реке Енисей, служивших главным местом их жительства; находясь в подчинении воеводам, управлявшим городами по наказам Сибирского приказа, енисейские казаки в первое время, то есть во 2-й половине XVI века, состояли под командою голов, сотников, пятидесятников и десятников, назначавшихся воеводами из их же среды.

## Освоение Сибири

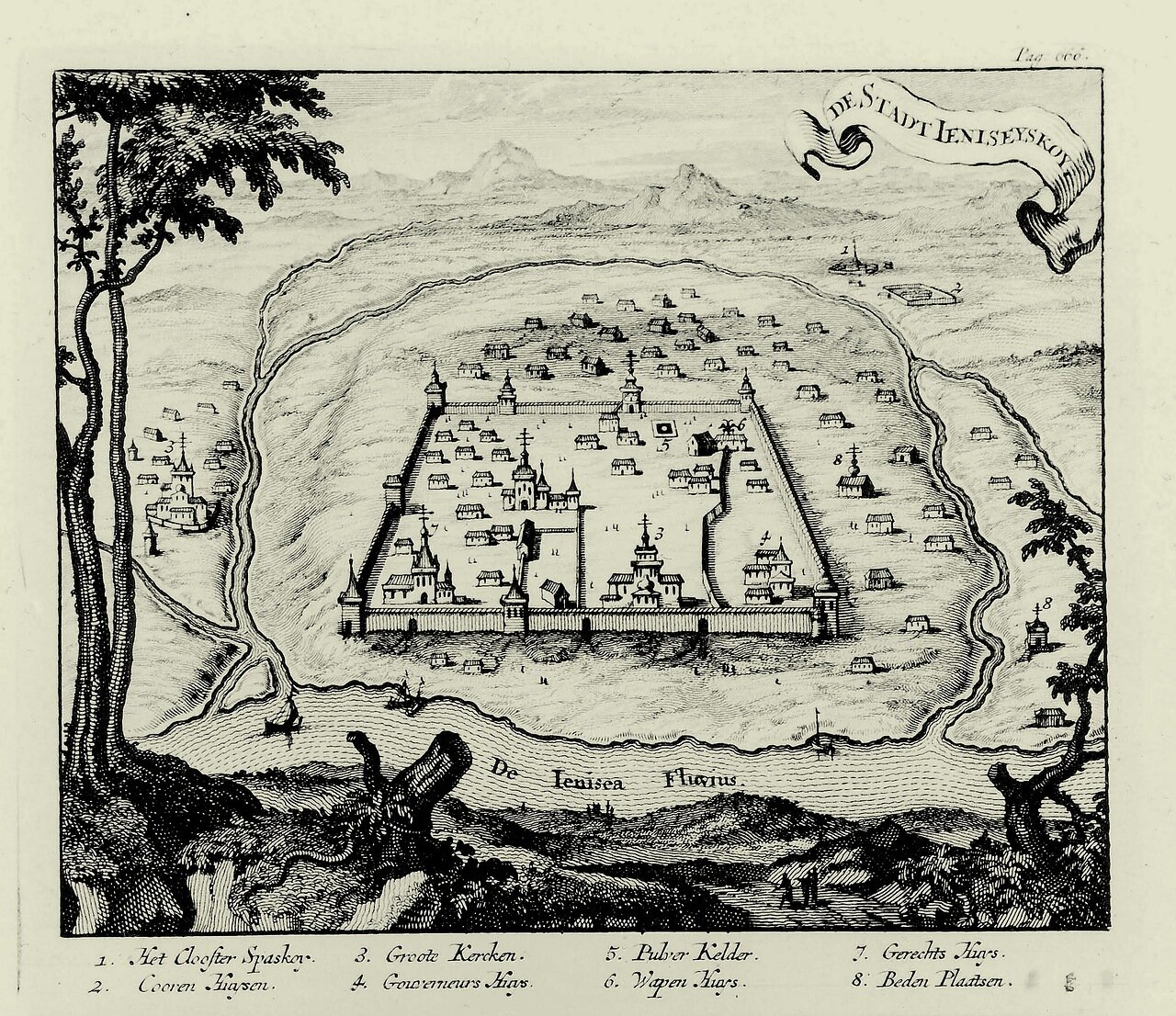
Енисейский острог в конце XVII века

Памятной датой для енисейских казаков является 1619 год, когда сибирские казаки из Тобольска Пётр Албычев и Черкас Рукин «со товарищи» заложили Енисейский острог. Число их было невелико (100 человек), и выступали они под предводительством московского воеводы. Главной их обязанностью был сбор ясака с местных тунгусов, который поступал в амбар. Для улучшения сбора ясака была введена система заложников-аманатов. Спустя 9 лет казаки построили второй острог, Красноярский, первым воеводой которого стал Андрей Дубенский. Енисейская земля стала плацдармом для дальнейшего освоения Русским государством огромных территорий Сибири, однако её административным центром оставался Тобольск, откуда посылались воеводы. Казаки передвигались группами вдоль сибирских рек. В 1621 году был основан Ачинск, а в 1631 году Братск (атаман Максим Перфильев) и Илимск (Иван Галкин). Отсюда енисейские казаки под предводительством Петра Бекетова предприняли походы в Якутию (1632) и Забайкалье (1649). Вскоре от енисейских (красноярских) казаков отделились якутские казаки, а в 1661 году появляются первые иркутские казаки. Енисейским казаком числился донской казак Семён Дежнёв, достигший в 1648 году берегов Берингова пролива. Красноярские казаки постоянно расширяли границы Российского государства: в 1675 году ими был построен первый Абаканский острог, в 1717 году Саянский острог. В 1741 году был разработан план постройки новых казачьих форпостов на юге Сибири: Таштынского и Монуцкого. К 1759 году на реке Абакан возникла Южно-Сибирская пограничная линия, которая простиралась от  Шедатской крепости на востоке - Саянский острог-  до станицы Таштыпской на западе. Казаки 2-го Абаканского( с. Арбаты), Монуцкого ( с. Манок) и Таштыпского форпостов до 1864 года включительно несли пограничную службу на Абаканском участке Русско-китайской границы.

## Организационные мероприятия
В 1822 году енисейские казаки, согласно «Уставу о Сибирских городовых казаках» перешли в разряд городовых казаков, из них был образован Енисейский городовой казачий полк. Тогда же казаки были разделены на полковых и станичных. К первым, вошедшим в состав полка, были отнесены казаки, не успевшие обзавестись прочным хозяйством, или те, которые должны были отправлять службу в местах, отдалённых от постоянного места жительства. Те же, которые обзавелись хозяйством, были зачислены в разряд станичных, отбывавших различные повинности только в местах своего проживания. Те и другие были оставлены в ведении гражданского начальства и причислены к составу губернской полиции.
Общее начальство над енисейскими казаками было вверено гражданским губернаторам; непосредственное управление полковыми казаками принадлежало полковому атаману. Станичные казаки были подчинены ведению земских исправников. Служебные обязанности казаков состояли, помимо охранения спокойствия и безопасности в местах, ими занятых, в выполнении различных поручений гражданского начальства по части земской полиции. В награду за эту службу, заканчивавшуюся только при полной неспособности к ней, казакам было определено отвести земельные наделы по 15 десятин на человека. Полковым казакам, сверх того, полагалось солдатское провиантское довольствие и фураж, a при дальних командировках — и жалованье. Станичным казакам жалованье не было определено, но зато они получили освобождение от всех государственных податей, денежных земских сборов и, сверх того, право беспошлинной меновой торговли с пограничными народцами. Наконец, за теми и другими казаками были сохранены земельные участки, отведённые им ранее в собственность. В каком положении находились енисейские и другие казаки Восточной Сибири в 1833—1837 годах, можно видеть из отчёта генерал-губернатора Броневского:
Казаки эти не имеют должного устройства, почти не вооружены и почти пешие; содержание от казны получают самое скудное, но на службу по городской и земской полиции употребляются беспрерывно; многие без домов и хозяйства, долженствующего поддержать существование их и семейств их. Такое положение привело многих в нищету и требует всего внимания к их положению

Карта земель Забайкальского казачьего войска, и отдельных Иркутского и Енисейского конных полков и Якутского пешего городового казачьего полка в Восточной Сибири в 1858 году

Результатом этого доклада были передача енисейских городовых полков в военное ведомство. В 1822 году был образован Енисейский казачий полк. В 1851 году из казаков Енисейского городового полка и станичных казаков Саянской и Абаканской станиц был составлен Енисейский казачий конный полк. На усиление его состава были обращены несколько местных поселений казённых крестьян, вместе с проживавшими в них отставными солдатами. На полк было возложено содержание караулов и разъездов в городах и около заводов, конвоирование арестантов и казённых транспортов, поимка беглых и другие обязанности полицейского характера и несение пограничной службы на линии: от Каратуза до Таштыпа. В то же время Енисейский казачий конный полк был объединен с Иркутским казачьим конным полком в бригаду. В 1864 году, для улучшения организации караульной и этапной службы в Иркутской и Енисейской губерниях были учреждены местные команды регулярных войск. Однако это не могло удовлетворить особых потребностей местной службы, требовавшей, наряду с пешими, конных войсковых частей. Ввиду этого, хотя с учреждением местных команд и возник вопрос об упразднении Енисейского казачьего полка, местное начальство находило возможным предоставить казачьему населению, с переходом в гражданское ведомство, сохранить за собой свой исконный способ отбывания воинской повинности путём выставления ежегодно конных казаков или милиционеров.  19 мая 1871 года Енисейский казачий конный полк был упразднён, и весь состав его, за исключением урядников и казаков, находившихся в это время на военной службе, был обращён в  статус государственных (или-"кабинетных", т.е. кабинета его Величества)  крестьян, лица же, оставшиеся в казачьем сословии Енисейской губернии, продолжали формировать отдельную Красноярскую казачью сотню. В 1900 году издано положение о мерах к завершению поземельного устройства чинов и населения упразднённого Енисейского казачьего конного полка. В Русско-японскую войну 1904—1905 годов казачьим населением Енисейской губернии выставлен отдельный Красноярский казачий конный дивизион в составе трёх конных сотен. Одна из сотен дивизиона принимала участие в Русско-японской войне 1904-05 г.г. Шесть казаков этой сотни получили георгиевские кресты 4-й степени. В первой мировой войне принимали участие около 300  енисейских казаков-добровольцев, ранее служивших в составе Красноярского казачьего дивизиона. В 1915 г. 110 казаков-добровольцев убыли из Красноярска на германский фронт. Они были зачислены в состав Уссурийского казачьего полка Уссурийской конной дивизии. Около сотни красноярских казаков погибли в боях с неприятелем. Среди них несколько офицеров  войсковой старшина Сипкин, сотник Гамбурцев, зауряд-прапорщик Байкалов и др. В 1917-18г. г. казаки-красноярцы принимали участие в т.н. "мятеже Керенского-Краснова" в районе Петрограда.
25 мая (8 июня) 1917 года на Первом съезде енисейских казаков в Красноярске было принято решение об образовании административно- территориальной и военной единицы- Енисейского казачьего войска. На съезде были образованы военный, статистический, административный и др. отделы. Атаманом ЕКВ был избран офицер А.А. Сотников ( 1894-1920 г.г.) Вскоре Совет Союза Казачьих войск принял Енисейское казачье войско своим полноправным членом. 6-м Чрезвычайным Большим кругом Енисейских казаков, состоявшимся в августе 1919 года в  Красноярске, было установлено гражданское управление Енисейским казачьим войском, утверждённое войсковым атаманом ЕКВ  генералом Поповым в октябре 1919 года. В 1920 году Енисейское казачье войско, как и все казачьи войска, было упразднено советским правительством.

## Современное состояние
В 1989 г. на территории Красноярского края, Хакасии и Тувы началось возрождение енисейского казачества. В 1991 году образованы: Красноярский, Ачинский, Минусинский и Верхне-Енисейский казачьи округа. Первым атаманом был избран И.М. Рычков. Затем его сменил А.Т. Ветров. В 1997 году был одобрен устав реестрового Енисейского казачьего общества атаман Н.М. Шульпеков и П.И. Платов. К настоящему времени казаки представлены несколькими общественными и реестровыми структурами: атаманы Артамонов, Кривоногов, Никифоров, Некрасов и др. Штаб-квартиры ЕВКО и ЕЕКВ СКР находятся в Красноярске. Общая численность потомков казаков составляет около 7 тыс. человек, которые неравномерно расселены распределяются по всей территории Красноярского края и соседних с ним Хакасии и Тувы.